# 陳美娥
陈美娥（馬來西亞女艺人，馬來西亞華人，人稱「冻龄女神」、「大马第一代玉女」、「奶奶的好媳妇」。她曾经蝉联4届最受欢迎女演员。后来，她升格为制作人。